# The Eagle Has Landed Pt. II
The Eagle Has Landed Pt. II – czwarty album koncertowy heavymetalowego zespołu Saxon wydany w 1996 roku przez wytwórnię Virgin Records.

## Lista utworów

### CD 1
1. „Warlord (Intro)” – 2:19
2. „Dogs of War” – 4:52
3. „Forever Free” – 4:49
4. „Requiem (We Will Remember)” – 5:55
5. „Crusader” – 5:57
6. „Lights in the Sky” – 4:30
7. „Iron Wheels” – 4:18
8. „Ain't Gonna Take It” – 4:44
9. „Nibbs Bavarian Bass / Crash Drive” – 4:22
10. „Refugee” – 6:02

### CD 2
1. „Solid Ball of Rock” – 5:03
2. „Great White Buffalo” – 6:31
3. „The Eagle Has Landed” – 7:37
4. „Paul Quinn Guitar Feature / Princess of the Night” – 5:15
5. „Can't Stop Rockin'” – 4:39
6. „Denim & Leather” – 6:18
7. „Doug Scarrat Guitar Feature / Wheels of Steel / Demolition Alley” – 12:52

## Twórcy
| Saxon w składzie - Biff Byford – wokal, producent - Paul Quinn – gitara - Doug Scarratt – gitara - Nibbs Carter – gitara basowa - Nigel Glockler – perkusja | Gościnnie - Yngwie Malmsteen – gitara prowadząca (Denim & Leather) Personel - Rainer Hänsel – producent - Paul Raymond Gregory – projekt graficzny |